# Lista de espécies do gênero Alchemilla
A seguir está uma lista com 1514 espécies de árvores e arbustos do gênero Alchemilla.

## Espécies
- Alchemilla abchasica
- Alchemilla aberdarensis
- Alchemilla abyssinica
- Alchemilla abyssinica f. muscoidea
- Alchemilla abyssinica forma muscoidea
- Alchemilla abyssinica var. schimperi
- Alchemilla achilleaefolia
- Alchemilla achilleifolia
- Alchemilla achtarowii
- Alchemilla acrodon
- Alchemilla acropsila
- Alchemilla acrostegia
- Alchemilla acuminatidens
- Alchemilla acutata
- Alchemilla acutidens
- Alchemilla acutidens oxyodonta
- Alchemilla acutiformis
- Alchemilla acutiloba
- Alchemilla acutiloba f. adpressepilosa
- Alchemilla acutiloba forma adpressepilosa
- Alchemilla adelodictya
- Alchemilla adolfi-friederici
- Alchemilla adscendens
- Alchemilla aemula
- Alchemilla aenostipula
- Alchemilla aequatoriensis
- Alchemilla aequidens
- Alchemilla affinis
- Alchemilla aggregata
- Alchemilla akdoganica
- Alchemilla aksharmae
- Alchemilla alata
- Alchemilla alba
- Alchemilla albanica
- Alchemilla albinervia
- Alchemilla alexandri
- Alchemilla algida
- Alchemilla alluaudi
- Alchemilla alneti
- Alchemilla alniformis
- Alchemilla alpestris
- Alchemilla alpestris f. aestivalis
- Alchemilla alpestris f. autumnalis
- Alchemilla alpestris f. latiloba
- Alchemilla alpestris forma aestivalis
- Alchemilla alpestris forma autumnalis
- Alchemilla alpestris forma latiloba
- Alchemilla alpestris var. connivens
- Alchemilla alpestris var. obtusa
- Alchemilla alpigena
- Alchemilla alpina
- Alchemilla alpina alpina
- Alchemilla alpina anisiaca
- Alchemilla alpina assurgens
- Alchemilla alpina asterophylla
- Alchemilla alpina basaltica
- Alchemilla alpina catalaunica
- Alchemilla alpina conjuncta
- Alchemilla alpina eualpina
- Alchemilla alpina hoppeana
- Alchemilla alpina semiserrata
- Alchemilla alpina subsericea
- Alchemilla alpina subsp. asterophylla
- Alchemilla alpina subsp. catalaunica
- Alchemilla alpina subsp. transiens
- Alchemilla alpina subvar. truncata
- Alchemilla alpina transiens
- Alchemilla alpina var. alpigena
- Alchemilla alpina var. asterophylla
- Alchemilla alpina var. basaltica
- Alchemilla alpina var. conjuncta
- Alchemilla alpina var. corsica
- Alchemilla alpina var. debilicaulis
- Alchemilla alpina var. dubia
- Alchemilla alpina var. glomerata
- Alchemilla alpina var. godetii
- Alchemilla alpina var. grossidens
- Alchemilla alpina var. hoppeana
- Alchemilla alpina var. hybrida
- Alchemilla alpina var. leptoclada
- Alchemilla alpina var. opaca
- Alchemilla alpina var. pallens
- Alchemilla alpina var. podophylla
- Alchemilla alpina var. saxatilis
- Alchemilla alpina var. saxetana
- Alchemilla alpina var. sericea
- Alchemilla alpina var. subsericea
- Alchemilla alpina var. transiens
- Alchemilla alpina var. vaccariana
- Alchemilla alpina var. vestita
- Alchemilla altaica
- Alchemilla amani
- Alchemilla amardica
- Alchemilla amauroptera
- Alchemilla ambigens
- Alchemilla amblyodes
- Alchemilla amicorum
- Alchemilla amoena
- Alchemilla amphibola
- Alchemilla amphiloba
- Alchemilla amphipsila
- Alchemilla anceps
- Alchemilla ancerensis
- Alchemilla andina
- Alchemilla andringitrensis
- Alchemilla anglica
- Alchemilla angustata
- Alchemilla angustiserrata
- Alchemilla animosa
- Alchemilla anisiaca
- Alchemilla anisiaca f. anisiaca
- Alchemilla anisiaca f. glabrescens
- Alchemilla anisiaca f. podophylla
- Alchemilla anisiaca forma anisiaca
- Alchemilla anisiaca forma glabrescens
- Alchemilla anisiaca forma podophylla
- Alchemilla anisopoda
- Alchemilla apbanoides
- Alchemilla aperta
- Alchemilla aphanes
- Alchemilla aphanoides
- Alchemilla aphanoides var. subalpestris
- Alchemilla aphanoides var. tripartita
- Alchemilla appendiculata
- Alchemilla appressipila
- Alchemilla aranica
- Alchemilla arcuatiloba
- Alchemilla argentea
- Alchemilla argentidens
- Alchemilla argutiserrata
- Alchemilla argyrophylla
- Alchemilla argyrophylla argyrophylloides
- Alchemilla argyrophylla euargyrophylla
- Alchemilla argyrophylla f. bakeri
- Alchemilla argyrophylla f. emarginata
- Alchemilla argyrophylla f. keniensis
- Alchemilla argyrophylla f. robertii
- Alchemilla argyrophylla f. subuniloba
- Alchemilla argyrophylla f. thorei
- Alchemilla argyrophylla f. tomentosa
- Alchemilla argyrophylla f. typica
- Alchemilla argyrophylla forma bakeri
- Alchemilla argyrophylla forma emarginata
- Alchemilla argyrophylla forma keniensis
- Alchemilla argyrophylla forma robertii
- Alchemilla argyrophylla forma subuniloba
- Alchemilla argyrophylla forma thorei
- Alchemilla argyrophylla forma tomentosa
- Alchemilla argyrophylla forma typica
- Alchemilla argyrophylla trifolioidea
- Alchemilla argyrophylla triphylloides
- Alchemilla argyrophylla var. thorei
- Alchemilla argyrophylloides
- Alchemilla armeniaca
- Alchemilla aroanica
- Alchemilla arvensis
- Alchemilla aspera
- Alchemilla aspleniifolia
- Alchemilla asteroantha
- Alchemilla atlantica
- Alchemilla atriuscula
- Alchemilla atropurpurea
- Alchemilla atrovirens
- Alchemilla aurata
- Alchemilla auriculata
- Alchemilla australiana
- Alchemilla austriaca
- Alchemilla austroaltaica
- Alchemilla austroitalica
- Alchemilla austroitalicum
- Alchemilla azona
- Alchemilla babiogorensis
- Alchemilla bachite
- Alchemilla bachiti
- Alchemilla bakeri
- Alchemilla bakurianica
- Alchemilla baltica
- Alchemilla baltica var. occidentalis
- Alchemilla bambuseti
- Alchemilla bambusetii
- Alchemilla bamnii
- Alchemilla bandericensis
- Alchemilla barbata
- Alchemilla barbatiflora
- Alchemilla basakii
- Alchemilla basaltica
- Alchemilla benasquensis
- Alchemilla bequaertii
- Alchemilla berteroana
- Alchemilla bertiscea
- Alchemilla betuletorum
- Alchemilla bicarpellata
- Alchemilla bifurcata
- Alchemilla bipinnatifida
- Alchemilla biquadrata
- Alchemilla biradiata
- Alchemilla bogumilii
- Alchemilla boleslai
- Alchemilla bolosii
- Alchemilla boluensis
- Alchemilla bolusi
- Alchemilla bolusii
- Alchemilla bombycina
- Alchemilla bonae
- Alchemilla borderei
- Alchemilla borealis
- Alchemilla bornmuelleri
- Alchemilla bourgeaui
- Alchemilla brachetiana
- Alchemilla brachyclada
- Alchemilla brachycodon
- Alchemilla brachyloba
- Alchemilla braun-blanquetii
- Alchemilla brevidens
- Alchemilla breviloba
- Alchemilla brevituba
- Alchemilla brownei
- Alchemilla brummittii
- Alchemilla bucovinensis
- Alchemilla bulgarica
- Alchemilla bungei
- Alchemilla burgensis
- Alchemilla bursensis
- Alchemilla buschii
- Alchemilla buseri
- Alchemilla buseriana
- Alchemilla butaguensis
- Alchemilla calviflora
- Alchemilla calvifolia
- Alchemilla calviformis
- Alchemilla calvipes
- Alchemilla camptopoda
- Alchemilla canadensis
- Alchemilla canifolia
- Alchemilla capensis
- Alchemilla capensis f. sericeovillosa
- Alchemilla capensis forma sericeovillosa
- Alchemilla capillacea
- Alchemilla carinthiaca
- Alchemilla carniolica
- Alchemilla cartalinica
- Alchemilla cartilaginea
- Alchemilla cashmeriana
- Alchemilla catachnoa
- Alchemilla catalaunica
- Alchemilla cataractarum
- Alchemilla catochnoa
- Alchemilla caucasia
- Alchemilla caucasica
- Alchemilla cavillieri
- Alchemilla cecilii
- Alchemilla ceroniana
- Alchemilla ceylanica
- Alchemilla ceylanica var. madurensis
- Alchemilla cf
- Alchemilla chalarodesma
- Alchemilla changaica
- Alchemilla charbonneliana
- Alchemilla cheirochlora
- Alchemilla chevalieri
- Alchemilla chilitricha
- Alchemilla chillaloensis
- Alchemilla chionophila
- Alchemilla chirophylla
- Alchemilla chlorosericea
- Alchemilla chthamalea
- Alchemilla ciliata
- Alchemilla cimilensis
- Alchemilla ciminensis
- Alchemilla cinerascens
- Alchemilla cinerea
- Alchemilla cinerea var. uhligii
- Alchemilla circassica
- Alchemilla circularis
- Alchemilla circumdentata
- Alchemilla citrina
- Alchemilla cleistophylla
- Alchemilla colorata
- Alchemilla colorata laypeyrousii
- Alchemilla colorata var. flabellata
- Alchemilla colorata var. vetteri
- Alchemilla colura
- Alchemilla commixta
- Alchemilla commutata
- Alchemilla commutata f. robusta
- Alchemilla commutata forma muscoidea
- Alchemilla commutata forma robusta
- Alchemilla compactilis
- Alchemilla compta
- Alchemilla condensa
- Alchemilla confertula
- Alchemilla conglobata
- Alchemilla conjugata
- Alchemilla conjuncta
- Alchemilla conjuncta f. truncata
- Alchemilla conjuncta forma truncata
- Alchemilla connivens
- Alchemilla consobrina
- Alchemilla contractilis
- Alchemilla controversa
- Alchemilla corcontica
- Alchemilla coriacea
- Alchemilla coriacea inconcinna
- Alchemilla coriacea straminea
- Alchemilla coriacea var. demissa
- Alchemilla coriacea var. straminea
- Alchemilla coruscans
- Alchemilla crassa
- Alchemilla crassicaulis
- Alchemilla crebridens
- Alchemilla crenulata
- Alchemilla crinita
- Alchemilla croatica
- Alchemilla cryptantha
- Alchemilla cryptantha var. tenuicaulis
- Alchemilla cryptocaula
- Alchemilla cuatrecasasii
- Alchemilla cunctatrix
- Alchemilla cuneata
- Alchemilla cuneifolia
- Alchemilla curaica
- Alchemilla curta
- Alchemilla curtiloba
- Alchemilla curtischista
- Alchemilla curvidens
- Alchemilla cuspidens
- Alchemilla cyclophylla
- Alchemilla cymatophylla
- Alchemilla cymatophylla f. aestivalis
- Alchemilla cymatophylla f. autumnalis
- Alchemilla cymatophylla forma aestivalis
- Alchemilla cymatophylla forma autumnalis
- Alchemilla cyrtopleura
- Alchemilla czamsinensis
- Alchemilla czywczynensis
- Alchemilla daghestanica
- Alchemilla damianicensis
- Alchemilla dasyclada
- Alchemilla dasycrater
- Alchemilla debilis
- Alchemilla decalvans
- Alchemilla decumbens
- Alchemilla decumbens var. nuda
- Alchemilla decurrens
- Alchemilla delicatula
- Alchemilla delitescens
- Alchemilla delphinensis
- Alchemilla demisa
- Alchemilla demissa
- Alchemilla dendroidea
- Alchemilla denticulata
- Alchemilla depexa
- Alchemilla devestiens
- Alchemilla dewildemanii
- Alchemilla deylii
- Alchemilla diademata
- Alchemilla diandra
- Alchemilla diglossa
- Alchemilla diluta
- Alchemilla diplophylla
- Alchemilla divaricans
- Alchemilla diversiloba
- Alchemilla diversipes
- Alchemilla dolichotoma
- Alchemilla dolichotoma var. dolichotoma
- Alchemilla dolichotoma var. sinaiae
- Alchemilla dombaica
- Alchemilla domingensis
- Alchemilla dostalii
- Alchemilla dregei
- Alchemilla dubia
- Alchemilla ducis-aprutii
- Alchemilla dura
- Alchemilla duthieana
- Alchemilla dzhavakhetica
- Alchemilla echinogloba
- Alchemilla ecklonis
- Alchemilla effusa
- Alchemilla effusiformis
- Alchemilla effussa
- Alchemilla elata
- Alchemilla elevitensis
- Alchemilla elgonensis
- Alchemilla elisabethae
- Alchemilla ellenbeckii
- Alchemilla ellenbeckii ellenbeckii
- Alchemilla ellenbeckii nyikensis
- Alchemilla ellenbergiana
- Alchemilla elongata
- Alchemilla elongata var. elongata
- Alchemilla elongata var. platyloba
- Alchemilla emarginata
- Alchemilla epidasys
- Alchemilla epipsila
- Alchemilla equisetiformis
- Alchemilla erectilis
- Alchemilla erectipila
- Alchemilla ericoides
- Alchemilla erlangeriana
- Alchemilla erodiifolia
- Alchemilla erodiifolia var. hirsuta
- Alchemilla erythropoda
- Alchemilla erzincanensis
- Alchemilla espotensis
- Alchemilla eugenii
- Alchemilla euobtusa
- Alchemilla eurystoma
- Alchemilla exaperta
- Alchemilla excentrica
- Alchemilla exigua
- Alchemilla exilis
- Alchemilla exsanguis
- Alchemilla exsculpta
- Alchemilla exuens
- Alchemilla exul
- Alchemilla faeroensis
- Alchemilla faeroensis 'Pumila'
- Alchemilla faeroensis var. pumila
- Alchemilla fageti
- Alchemilla falklandica
- Alchemilla fallax
- Alchemilla farinosa
- Alchemilla faroensis
- Alchemilla fennica
- Alchemilla filicaulis
- Alchemilla filicaulis filicaulis
- Alchemilla filicaulis hyrcana
- Alchemilla filicaulis 'Minima'
- Alchemilla filicaulis var. filicaulis
- Alchemilla filicaulis var. minima
- Alchemilla filicaulis vestita
- Alchemilla firmiana
- Alchemilla fischeri
- Alchemilla fischeri camerunensis
- Alchemilla fischeri subsp. camerunensis
- Alchemilla fissa
- Alchemilla fissa pubescens
- Alchemilla fissa pyrenaica
- Alchemilla fissa subsp. pyrenaica
- Alchemilla fissa var. faeroensis
- Alchemilla fissa var. pyrenaica
- Alchemilla fissa var. villosula
- Alchemilla fissimima
- Alchemilla flabellata
- Alchemilla flabellata colorata
- Alchemilla flabellata var. semicuneata
- Alchemilla flabellata var. taurica
- Alchemilla flaccescens
- Alchemilla flaccida
- Alchemilla flavescens
- Alchemilla flavicoma
- Alchemilla flavovirens
- Alchemilla flexicaulis
- Alchemilla floribunda
- Alchemilla florulenta
- Alchemilla fluminea
- Alchemilla fokinii
- Alchemilla fontinalis
- Alchemilla fontqueri
- Alchemilla font-queri
- Alchemilla frigens
- Alchemilla frigida
- Alchemilla frondosa
- Alchemilla frost-olseni
- Alchemilla frost-olsenii
- Alchemilla fruticulosa
- Alchemilla fulgens
- Alchemilla fulgida
- Alchemilla fulvescens
- Alchemilla fusicalyx
- Alchemilla fusoidea
- Alchemilla gaillardiana
- Alchemilla galioides
- Alchemilla galioides var. sericea
- Alchemilla galkinae
- Alchemilla galpinii
- Alchemilla geheebii
- Alchemilla gemmia
- Alchemilla georgica
- Alchemilla geranioides
- Alchemilla gibberulosa
- Alchemilla giewontica
- Alchemilla gigantodus
- Alchemilla gilgitensis
- Alchemilla gingolphiana
- Alchemilla glaberrima
- Alchemilla glaberrima var. aggregata
- Alchemilla glaberrima var. fallax
- Alchemilla glaberrima var. firma
- Alchemilla glaberrima var. flexicaulis
- Alchemilla glaberrima var. genuina
- Alchemilla glaberrima var. gracilis
- Alchemilla glaberrima var. incisa
- Alchemilla glaberrima var. major
- Alchemilla glaberrima var. othmarii
- Alchemilla glabra
- Alchemilla glabra var. isocypha
- Alchemilla glabra var. pungentiflora
- Alchemilla glabrata
- Alchemilla glabricaulis
- Alchemilla glabriformis
- Alchemilla glacialis
- Alchemilla glacialis x pentaphylla
- Alchemilla glacialis x pentaphylla f. intermedia
- Alchemilla glacialis x pentaphylla f. superglacialis
- Alchemilla glacialis x pentaphylla f. superpentaphylla
- Alchemilla glacialis x pentaphylla forma intermedia
- Alchemilla glacialis x pentaphylla forma superglacialis
- Alchemilla glacialis x pentaphylla forma superpentaphylla
- Alchemilla glandulosa
- Alchemilla glareosa
- Alchemilla glaucescens
- Alchemilla glaucescens var. alpestris
- Alchemilla glomerulans
- Alchemilla glomerulans f. aestivalis
- Alchemilla glomerulans f. autumnalis
- Alchemilla glomerulans f. dasycalyx
- Alchemilla glomerulans f. glabrior
- Alchemilla glomerulans forma aestivalis
- Alchemilla glomerulans forma autumnalis
- Alchemilla glomerulans forma dasycalyx
- Alchemilla glomerulans forma glabrior
- Alchemilla glomerulans var. pseudomicans
- Alchemilla glyphodonta
- Alchemilla goloskokovii
- Alchemilla gorcensis
- Alchemilla gorodkovii
- Alchemilla gortschakowskii
- Alchemilla gracilina
- Alchemilla gracilipes
- Alchemilla gracilipes var. lovenii
- Alchemilla gracilis
- Alchemilla gracilis f. adpressepilosa
- Alchemilla gracilis f. gracilis
- Alchemilla gracilis forma adpressepilosa
- Alchemilla gracilis forma gracilis
- Alchemilla gracillima
- Alchemilla grandiceps
- Alchemilla grandidens
- Alchemilla granvikii
- Alchemilla grenieri
- Alchemilla grisebachiana
- Alchemilla grossheimii
- Alchemilla grossidens
- Alchemilla grossidens f. latifolia
- Alchemilla grossidens forma latifolia
- Alchemilla grossidens var. jugensis
- Alchemilla gruneica
- Alchemilla guatemalensis
- Alchemilla gubanovii
- Alchemilla gunae
- Alchemilla gymnocarpa
- Alchemilla gymnopoda
- Alchemilla hadacii
- Alchemilla hageniae
- Alchemilla harae
- Alchemilla haraldii
- Alchemilla haumanii
- Alchemilla haumannii
- Alchemilla hayirliogluorum
- Alchemilla hebescens
- Alchemilla helenae
- Alchemilla helgurdica
- Alchemilla helvetica
- Alchemilla hemicycla
- Alchemilla hemsinica
- Alchemilla hendrickxii
- Alchemilla heptagona
- Alchemilla heptagona f. aestivalis
- Alchemilla heptagona f. autumnalis
- Alchemilla heptagona forma aestivalis
- Alchemilla heptagona forma autumnalis
- Alchemilla heptakteis
- Alchemilla heptaphylla
- Alchemilla hessii
- Alchemilla heterophylla
- Alchemilla heteropoda
- Alchemilla heteroschista
- Alchemilla heterotricha
- Alchemilla hians
- Alchemilla hildebrandtii
- Alchemilla hillii
- Alchemilla hirsuta
- Alchemilla hirsuta campestris
- Alchemilla hirsuta var. alpestris
- Alchemilla hirsuta var. calvescens
- Alchemilla hirsuta var. campestris
- Alchemilla hirsuticaulis
- Alchemilla hirsutiflora
- Alchemilla hirsutissima
- Alchemilla hirsutopetiolata
- Alchemilla hirsuto-petiolata
- Alchemilla hirta
- Alchemilla hirtipedicellata
- Alchemilla hirtipes
- Alchemilla hispanica
- Alchemilla hispidula
- Alchemilla hissarica
- Alchemilla holmgrenii
- Alchemilla holocycla
- Alchemilla holosericea
- Alchemilla holotricha
- Alchemilla holstii
- Alchemilla homoeophylla
- Alchemilla hoppeana
- Alchemilla hoppeana catalaunica
- Alchemilla hoppeana conjuncta
- Alchemilla hoppeana f. angustifoliola
- Alchemilla hoppeana f. longinodis
- Alchemilla hoppeana forma angustifoliola
- Alchemilla hoppeana forma longinodis
- Alchemilla hoppeana hoppeana
- Alchemilla hoppeana pallens
- Alchemilla hoppeana var. alpigena
- Alchemilla hoppeana var. atrovirens
- Alchemilla hoppeana var. chirophylla
- Alchemilla hoppeana var. conjuncta
- Alchemilla hoppeana var. flavovirens
- Alchemilla hoppeana var. floribunda
- Alchemilla hoppeana var. glacialis
- Alchemilla hoppeana var. grossidens
- Alchemilla hoppeana var. nitida
- Alchemilla hoppeana var. pallens
- Alchemilla hoppeana var. petiolulans
- Alchemilla hoppeana var. scintillans
- Alchemilla hoppeana var. vestita
- Alchemilla hoppeaniformis
- Alchemilla hoverlensis
- Alchemilla hultenii
- Alchemilla humbertii
- Alchemilla humilicaulis
- Alchemilla hungarica
- Alchemilla hybrida
- Alchemilla hybrida f. adpressepilosa
- Alchemilla hybrida f. serbica
- Alchemilla hybrida forma adpressepilosa
- Alchemilla hybrida forma serbica
- Alchemilla hybrida fulgens
- Alchemilla hybrida helvetica
- Alchemilla hybrida lapeyrousii
- Alchemilla hybrida subsp. fulgens
- Alchemilla hybrida subsp. glaucescens
- Alchemilla hybrida subsp. helvetica
- Alchemilla hybrida subsp. lapeyrousii
- Alchemilla hybrida subsp. vestita
- Alchemilla hybrida var. glaucescens
- Alchemilla hyperborea
- Alchemilla hypercycla
- Alchemilla hyperptycha
- Alchemilla hypochlora
- Alchemilla hypotricha
- Alchemilla hyrcana
- Alchemilla ikizdereensis
- Alchemilla ilerdensis
- Alchemilla illyrica
- Alchemilla imberbis
- Alchemilla imbricata
- Alchemilla impedicellata
- Alchemilla impexa
- Alchemilla impolita
- Alchemilla incisa
- Alchemilla incisa var. disturbans
- Alchemilla incisa var. fatrica
- Alchemilla incisa var. isocampta
- Alchemilla inconcinna
- Alchemilla incurvata
- Alchemilla indica
- Alchemilla indica var. madurensis
- Alchemilla indica var. sibthorpioides
- Alchemilla indivisa
- Alchemilla indurata
- Alchemilla infravalesiaca
- Alchemilla iniquiformis
- Alchemilla insignis
- Alchemilla integribasis
- Alchemilla intermedia
- Alchemilla inversa
- Alchemilla iranica
- Alchemilla iratiana
- Alchemilla iratiensis
- Alchemilla iratsyensis
- Alchemilla iremelica
- Alchemilla irenae
- Alchemilla ischnocarpa
- Alchemilla isfarensis
- Alchemilla isodonta
- Alchemilla ivonis
- Alchemilla jaegeri
- Alchemilla jamesonii
- Alchemilla japonica
- Alchemilla jaquetiana
- Alchemilla jaroschenkoi
- Alchemilla jasiewiczii
- Alchemilla johnstonii
- Alchemilla johnstonii var. lindblomiana
- Alchemilla jucunda
- Alchemilla jugensis
- Alchemilla jumrukczalica
- Alchemilla kackarensis
- Alchemilla keniensis
- Alchemilla keniensis f. subuniloba
- Alchemilla keniensis forma subuniloba
- Alchemilla kerneri
- Alchemilla killipii
- Alchemilla kishangangensis
- Alchemilla kiwuensis
- Alchemilla kiwuensis var. kandtiana
- Alchemilla kolaensis
- Alchemilla kornasiana
- Alchemilla kosiarensis
- Alchemilla kozlovskii
- Alchemilla krylovii
- Alchemilla kulczynskii
- Alchemilla kulczyznskii
- Alchemilla kungwatanensis
- Alchemilla kupperi
- Alchemilla kurdica
- Alchemilla kvarkushensis
- Alchemilla ladislai
- Alchemilla laeta
- Alchemilla laeticolor
- Alchemilla laevipes
- Alchemilla lainzii
- Alchemilla languescens
- Alchemilla languida
- Alchemilla laperyrousii
- Alchemilla lapeyrousei
- Alchemilla lapeyrousii
- Alchemilla lasenii
- Alchemilla latifolia
- Alchemilla laxa
- Alchemilla lechleriana
- Alchemilla lecomtei
- Alchemilla ledebourii
- Alchemilla legionensis
- Alchemilla leiophylla
- Alchemilla leptoclada
- Alchemilla lessingiana
- Alchemilla leutei
- Alchemilla lidijae
- Alchemilla lindbergiana
- Alchemilla lindbergiana f. atrifolia
- Alchemilla lindbergiana forma atrifolia
- Alchemilla lindblomiana
- Alchemilla linderi
- Alchemilla lineata
- Alchemilla lipschitzii
- Alchemilla litardierei
- Alchemilla lithophila
- Alchemilla litwinowii
- Alchemilla lobata
- Alchemilla longana
- Alchemilla longidens
- Alchemilla longinodis
- Alchemilla longipes
- Alchemilla longituba
- Alchemilla longiuscula
- Alchemilla looseri
- Alchemilla looseri f. glabra
- Alchemilla looseri forma glabra
- Alchemilla lorata
- Alchemilla lovenii
- Alchemilla loxotropa
- Alchemilla lucida
- Alchemilla ludovitiana
- Alchemilla lunaria
- Alchemilla lycopodioides
- Alchemilla lydiae
- Alchemilla macra
- Alchemilla macrescens
- Alchemilla macrochira
- Alchemilla macroclada
- Alchemilla macrosepala
- Alchemilla madagascariensis
- Alchemilla madurensis
- Alchemilla mairei
- Alchemilla malimontana
- Alchemilla malyi
- Alchemilla mandoniana
- Alchemilla mandoniana f. pilosa
- Alchemilla mandoniana forma pilosa
- Alchemilla mantoniae
- Alchemilla marginata
- Alchemilla marsica
- Alchemilla mastodonta
- Alchemilla matreiensis
- Alchemilla maureri
- Alchemilla megalodonta
- Alchemilla melancholica
- Alchemilla melanoscytos
- Alchemilla micans
- Alchemilla micans f. adpressepilosa-aestivalis
- Alchemilla micans f. adpressepilosa-autumnalis
- Alchemilla micans f. autumnalis
- Alchemilla micans f. pratensis
- Alchemilla micans f. silvestris
- Alchemilla micans forma adpressepilosa-aestivalis
- Alchemilla micans forma adpressepilosa-autumnalis
- Alchemilla micans forma autumnalis
- Alchemilla micans forma pratensis
- Alchemilla micans forma silvestris
- Alchemilla michelsonii
- Alchemilla microbetula
- Alchemilla microcarpa
- Alchemilla microcephala
- Alchemilla microdictya
- Alchemilla microdonta
- Alchemilla microphylla
- Alchemilla microscopica
- Alchemilla microsphaerica
- Alchemilla mildbraedii
- Alchemilla mildbraedii var. mauensis
- Alchemilla minima
- Alchemilla minor
- Alchemilla minor f. autumnalis
- Alchemilla minor f. silvestris
- Alchemilla minor f. typica
- Alchemilla minor filicaulis
- Alchemilla minor forma autumnalis
- Alchemilla minor forma silvestris
- Alchemilla minor forma typica
- Alchemilla minor subsp. filicaulis
- Alchemilla minor var. hirsuta
- Alchemilla minusculiflora
- Alchemilla minutidens
- Alchemilla minutiflora
- Alchemilla mollifolia
- Alchemilla mollis
- Alchemilla mollis 'Auslese'
- Alchemilla mollis 'Grandiflora'
- Alchemilla mollis 'Robusta'
- Alchemilla mollis 'Senior'
- Alchemilla mollis 'Thriller'
- Alchemilla mollis 'Variegata'
- Alchemilla monandra
- Alchemilla monandria
- Alchemilla moncophila
- Alchemilla montana
- Alchemilla montana var. flabellata
- Alchemilla montana var. glaucescens
- Alchemilla montenegrina
- Alchemilla monticola
- Alchemilla monticola f. adpressepilosa
- Alchemilla monticola f. monticola
- Alchemilla monticola forma adpressepilosa
- Alchemilla monticola forma monticola
- Alchemilla monticola var. contractilis
- Alchemilla monticola var. crassa
- Alchemilla monticola var. hungarica
- Alchemilla monticola var. monticola
- Alchemilla monticola var. subpastoralis
- Alchemilla montserratii
- Alchemilla moritziana
- Alchemilla 'Mr Poland's Variety'
- Alchemilla mucronata
- Alchemilla mukuluensis
- Alchemilla multicaulis
- Alchemilla multidens
- Alchemilla multifida
- Alchemilla multiloba
- Alchemilla murbeckiana
- Alchemilla murisserica
- Alchemilla mutisii
- Alchemilla mystrostigma
- Alchemilla nafarroana
- Alchemilla natalensis
- Alchemilla natalensis f. bakeri
- Alchemilla natalensis f. hirsutopetiolata
- Alchemilla natalensis forma bakeri
- Alchemilla natalensis forma hirsutopetiolata
- Alchemilla natalensis var. incurvata
- Alchemilla natalensis var. typica
- Alchemilla neglecta
- Alchemilla neglecta f. pilosa
- Alchemilla neglecta forma pilosa
- Alchemilla neglecta var. subglabra
- Alchemilla nemoralis
- Alchemilla neostevenii
- Alchemilla nicolsonii
- Alchemilla nietofelineri
- Alchemilla nieto-felineri
- Alchemilla niltarensis
- Alchemilla niphogeton
- Alchemilla nitida
- Alchemilla nivalis
- Alchemilla norvegica
- Alchemilla nudans
- Alchemilla nyikensis
- Alchemilla obconiciflora
- Alchemilla obesa
- Alchemilla obovalis
- Alchemilla obscura
- Alchemilla obsoleta
- Alchemilla obtegens
- Alchemilla obtusa
- Alchemilla obtusa subsp. trapezialis
- Alchemilla obtusa trapezialis
- Alchemilla obtusa var. comosa
- Alchemilla obtusa var. pennatissima
- Alchemilla obtusa var. subpennata
- Alchemilla obtusiformis
- Alchemilla occidentalis
- Alchemilla ocreata
- Alchemilla oculimarina
- Alchemilla oculimarina var. buffonis
- Alchemilla oculimarina var. extensa
- Alchemilla oentaphyllea
- Alchemilla oleosa
- Alchemilla oligantha
- Alchemilla oligotricha
- Alchemilla omalophylla
- Alchemilla opaca
- Alchemilla ophioreina
- Alchemilla orbicans
- Alchemilla orbiculata
- Alchemilla orbiculata f. villifera
- Alchemilla orbiculata forma villifera
- Alchemilla orbiculata var. villifera
- Alchemilla orduensis
- Alchemilla oriturcica
- Alchemilla orizabensis
- Alchemilla orthotricha
- Alchemilla oscensis
- Alchemilla othmari
- Alchemilla othmarii
- Alchemilla ovitensis
- Alchemilla oxyodonta
- Alchemilla oxysepala
- Alchemilla ozana
- Alchemilla pachyphylla
- Alchemilla paeneglabra
- Alchemilla paicheana
- Alchemilla palii
- Alchemilla pallens
- Alchemilla pallens longinodis
- Alchemilla palmata
- Alchemilla palmata var. flaccida
- Alchemilla palmata var. minor
- Alchemilla palmata var. tenuis
- Alchemilla palmatifida
- Alchemilla paludicola
- Alchemilla paludicola f. pilosa
- Alchemilla paludicola forma pilosa
- Alchemilla palustris
- Alchemilla pampaniniana
- Alchemilla panigrahiana
- Alchemilla pantocsekii
- Alchemilla paracompactilis
- Alchemilla parapersica
- Alchemilla parcipila
- Alchemilla parijae
- Alchemilla pascualis
- Alchemilla pascuorum
- Alchemilla patens
- Alchemilla pauciflora
- Alchemilla paupercula
- Alchemilla pavlovii
- Alchemilla pawlowskii
- Alchemilla pectinata
- Alchemilla pectinata var. mexicana
- Alchemilla pectiniloba
- Alchemilla pedata
- Alchemilla pedata var. gracilipes
- Alchemilla pedicellata
- Alchemilla penicillata
- Alchemilla pentagona
- Alchemilla pentaphylla
- Alchemilla pentaphyllea
- Alchemilla pentaphyllea subvar. heptaphylla
- Alchemilla pentaphyllea subvar. sericans
- Alchemilla pentaphyllea var. cuneata
- Alchemilla pentaphyllea var. sericans
- Alchemilla pentaphylloides
- Alchemilla perglabra
- Alchemilla peristerica
- Alchemilla perrieri
- Alchemilla perryana
- Alchemilla persica
- Alchemilla perspicua
- Alchemilla petiolulans
- Alchemilla petraea
- Alchemilla phalacroclada
- Alchemilla phalacropoda
- Alchemilla phegophila
- Alchemilla philonotis
- Alchemilla pickwellii
- Alchemilla pilicincta
- Alchemilla pilosiplica
- Alchemilla pilosissima
- Alchemilla pinguis
- Alchemilla pinnata
- Alchemilla pinnata f. argentea
- Alchemilla pinnata f. robusta
- Alchemilla pinnata f. rosulata
- Alchemilla pinnata forma argentea
- Alchemilla pinnata forma robusta
- Alchemilla pinnata forma rosulata
- Alchemilla pinnata var. minima
- Alchemilla pirinica
- Alchemilla platystigma
- Alchemilla plicata
- Alchemilla plicata f. adpressepilosa
- Alchemilla plicata f. aestivalis
- Alchemilla plicata f. autumnalis
- Alchemilla plicata f. plicata
- Alchemilla plicata forma adpressepilosa
- Alchemilla plicata forma aestivalis
- Alchemilla plicata forma autumnalis
- Alchemilla plicata forma plicata
- Alchemilla plicatissima
- Alchemilla plicatula
- Alchemilla plicatula catalaunica
- Alchemilla plicatula f. minor
- Alchemilla plicatula fontqueri
- Alchemilla plicatula forma minor
- Alchemilla plicatula var. plicatula
- Alchemilla plicatula var. vestita
- Alchemilla plocekii
- Alchemilla podophylla
- Alchemilla pogonophora
- Alchemilla polatschekiana
- Alchemilla polemochora
- Alchemilla polessica
- Alchemilla polita
- Alchemilla polonica
- Alchemilla polychroma
- Alchemilla polylepis
- Alchemilla pontica
- Alchemilla porrectidens
- Alchemilla potentilloides
- Alchemilla prasina
- Alchemilla pratensis
- Alchemilla pratensis var. amphitricha
- Alchemilla pratensis var. sericans
- Alchemilla pratensis var. vulgaris
- Alchemilla pringlei
- Alchemilla pringlei var. minor
- Alchemilla pringlei var. orizabensis
- Alchemilla procerrima
- Alchemilla procumbens
- Alchemilla procumbens f. deformata
- Alchemilla procumbens forma deformata
- Alchemilla procumbens var. andina
- Alchemilla procumbens var. hirta
- Alchemilla propinqua
- Alchemilla pseudincisa
- Alchemilla pseudincisa var. polonica
- Alchemilla pseudocalycina
- Alchemilla pseudocartalinica
- Alchemilla pseudoexigua
- Alchemilla pseudoincisa
- Alchemilla pseudomicans
- Alchemilla pseudomildbraedii
- Alchemilla pseudominor
- Alchemilla pseudomollis
- Alchemilla pseudopsiloneura
- Alchemilla pseudothmarii
- Alchemilla pseudovenusta
- Alchemilla psilocaula
- Alchemilla psilomischa
- Alchemilla psiloneura
- Alchemilla psilophylla
- Alchemilla ptychomnoa
- Alchemilla pubescens
- Alchemilla pubescens f. adpressepilosa
- Alchemilla pubescens f. reniformis
- Alchemilla pubescens f. typica
- Alchemilla pubescens forma adpressepilosa
- Alchemilla pubescens forma reniformis
- Alchemilla pubescens forma typica
- Alchemilla pubescens var. adpressepilosa
- Alchemilla pumila
- Alchemilla pungentiflora
- Alchemilla purdiei
- Alchemilla purpurascens
- Alchemilla pusilla
- Alchemilla pycnantha
- Alchemilla pycnoloba
- Alchemilla pycnotricha
- Alchemilla pyrenaica
- Alchemilla quinqueloba
- Alchemilla racemulosa
- Alchemilla raddeana
- Alchemilla radicans
- Alchemilla radiisecta
- Alchemilla rammellii
- Alchemilla ramosissima
- Alchemilla ranunculoides
- Alchemilla rehmannii
- Alchemilla reniformis
- Alchemilla reniformis subsp. ursina
- Alchemilla reniformis ursina
- Alchemilla repens
- Alchemilla resupinata
- Alchemilla retinerviformis
- Alchemilla retinervis
- Alchemilla retropilosa
- Alchemilla reversantha
- Alchemilla rhiphaea
- Alchemilla rhodobasis
- Alchemilla rhodocycla
- Alchemilla rhododendrophila
- Alchemilla rhodondendrophila
- Alchemilla rigescens
- Alchemilla rivularis
- Alchemilla rivulorum
- Alchemilla rizensis
- Alchemilla robertii
- Alchemilla robusta
- Alchemilla roccatii
- Alchemilla rothii
- Alchemilla rothmaleri
- Alchemilla rotundifolia
- Alchemilla rubens
- Alchemilla rubidula
- Alchemilla rubristipula
- Alchemilla rudatisii
- Alchemilla rugulosa
- Alchemilla rupestris
- Alchemilla rusbyi
- Alchemilla rutenbergii
- Alchemilla rutenbergii f. robusta
- Alchemilla rutenbergii forma robusta
- Alchemilla rutenbergii var. iratsyensis
- Alchemilla rutenbergii var. perrieri
- Alchemilla ruwenzoriensis
- Alchemilla sabauda
- Alchemilla saliceti
- Alchemilla samantaraii
- Alchemilla samuelssonii
- Alchemilla sandiensis
- Alchemilla sanguinolenta
- Alchemilla santanderiensis
- Alchemilla sarmatica
- Alchemilla sarmentosa
- Alchemilla sarojiniae
- Alchemilla sattimae
- Alchemilla sauri
- Alchemilla saxatilis
- Alchemilla saxatilis transiens
- Alchemilla saxetana
- Alchemilla scaettae
- Alchemilla scalaris
- Alchemilla scheuchzeri
- Alchemilla schiedeana
- Alchemilla schischkinii
- Alchemilla schistophylla
- Alchemilla schizophylla
- Alchemilla schlechteri
- Alchemilla schlechteriana
- Alchemilla schmidelyana
- Alchemilla sciadiophylla
- Alchemilla scintillans
- Alchemilla sciophilla
- Alchemilla sectilis
- Alchemilla sedelmeyeriana
- Alchemilla sejuncta
- Alchemilla semidivisa
- Alchemilla semihirta
- Alchemilla semilunaris
- Alchemilla semisecta
- Alchemilla semiserrata
- Alchemilla semispoliata
- Alchemilla serbica
- Alchemilla sergii
- Alchemilla sericata
- Alchemilla sericata eusericata
- Alchemilla sericata rigida
- Alchemilla sericata sericata
- Alchemilla sericata tephroserica
- Alchemilla sericata var. angustiloba
- Alchemilla sericata var. latiloba
- Alchemilla sericea
- Alchemilla sericea chlorosericea
- Alchemilla sericea raddeana
- Alchemilla sericoneura
- Alchemilla sericoneuroides
- Alchemilla sericoneuroides var. slovaca
- Alchemilla serra-saxeti
- Alchemilla serratisaxatilis
- Alchemilla sessiliflora
- Alchemilla sevangensis
- Alchemilla sibbaldiaefolia
- Alchemilla sibbaldiaefolia var. bourgeaui
- Alchemilla sibbaldiaefolia var. campestris
- Alchemilla sibbaldiaefolia var. tonduzii
- Alchemilla sibbaldiifolia
- Alchemilla sibirica
- Alchemilla sibthorpioides
- Alchemilla sierrae
- Alchemilla silvestris
- Alchemilla simplex
- Alchemilla sintenisii
- Alchemilla sinuata
- Alchemilla sirjaevii
- Alchemilla smaragdina
- Alchemilla smaragdina var. caulescens
- Alchemilla smaragdina var. platyphylla
- Alchemilla smaragdina var. tenuata
- Alchemilla smirnovii
- Alchemilla smytniensis
- Alchemilla snarskisii
- Alchemilla sojakii
- Alchemilla sokolowskii
- Alchemilla sooi
- Alchemilla sordidicalyx
- Alchemilla spathulata
- Alchemilla speciosa
- Alchemilla spectabilior
- Alchemilla splendens
- Alchemilla splendens f. bernensis
- Alchemilla splendens f. infravalesiaca
- Alchemilla splendens f. paicheana
- Alchemilla splendens forma bernensis
- Alchemilla splendens forma infravalesiaca
- Alchemilla splendens forma paicheana
- Alchemilla splendens fulgens
- Alchemilla splendens paicheana
- Alchemilla splendens var. fulgens
- Alchemilla splendens var. jaquetiana
- Alchemilla splendens var. schmidelyana
- Alchemilla splendens var. typica
- Alchemilla splendens var. vetteri
- Alchemilla sprucei
- Alchemilla squarrosula
- Alchemilla squarrulosa
- Alchemilla standleyi
- Alchemilla stanislaae
- Alchemilla stanislaae f. pilifera
- Alchemilla stanislaae forma pilifera
- Alchemilla stellaris
- Alchemilla stellulata
- Alchemilla stemmatophylla
- Alchemilla stenantha
- Alchemilla stenoleuca
- Alchemilla sternbachii
- Alchemilla steudneri
- Alchemilla stevenii
- Alchemilla stichotricha
- Alchemilla stiriaca
- Alchemilla straminea
- Alchemilla stricta
- Alchemilla stricticaulis
- Alchemilla strictissima
- Alchemilla strigosula
- Alchemilla strigosula var. karelica
- Alchemilla stuhlmannii
- Alchemilla stuhlmannii var. butaguensis
- Alchemilla suavis
- Alchemilla subalpestris
- Alchemilla subalpina
- Alchemilla subcrenata
- Alchemilla subcrenata f. autumnalis
- Alchemilla subcrenata f. typica
- Alchemilla subcrenata f. vernalis
- Alchemilla subcrenata forma autumnalis
- Alchemilla subcrenata forma typica
- Alchemilla subcrenata forma vernalis
- Alchemilla subcrenatiformis
- Alchemilla subcrispata
- Alchemilla subdesertica
- Alchemilla suberectipila
- Alchemilla subglobosa
- Alchemilla subglobosa f. aestivalis
- Alchemilla subglobosa f. autumnalis
- Alchemilla subglobosa forma aestivalis
- Alchemilla subglobosa forma autumnalis
- Alchemilla subiquiformis
- Alchemilla sublessingiana
- Alchemilla submamillata
- Alchemilla subnivalis
- Alchemilla subreniformis
- Alchemilla subsericea
- Alchemilla subsessilis
- Alchemilla subsplendens
- Alchemilla substrigosa
- Alchemilla subtatrica
- Alchemilla subtruncata
- Alchemilla subtuspilosa
- Alchemilla sukaczevii
- Alchemilla superans
- Alchemilla superata
- Alchemilla surculosa
- Alchemilla szaferi
- Alchemilla tacikii
- Alchemilla taernaensis
- Alchemilla tamarae
- Alchemilla tatricola
- Alchemilla tenerifolia
- Alchemilla tenerrima
- Alchemilla tenuicaulis
- Alchemilla tenuifolia
- Alchemilla tenuipetioli
- Alchemilla tenuis
- Alchemilla tephroserica
- Alchemilla tephrosericea
- Alchemilla thaumasia
- Alchemilla tianschanica
- Alchemilla tirolensis
- Alchemilla tiryalensis
- Alchemilla trabzonica
- Alchemilla transcaucasica
- Alchemilla transiens
- Alchemilla transiliensis
- Alchemilla transpolaris
- Alchemilla tredecimloba
- Alchemilla triangularis
- Alchemilla trichocalycina
- Alchemilla trichocrater
- Alchemilla tridentata
- Alchemilla trifolioidea
- Alchemilla triphylla
- Alchemilla trochocrater
- Alchemilla trollii
- Alchemilla trullata
- Alchemilla truncata
- Alchemilla truncatula
- Alchemilla trunciloba
- Alchemilla tubulosa
- Alchemilla turkulensis
- Alchemilla turuchanica
- Alchemilla tytthantha
- Alchemilla ulugurensis
- Alchemilla undecimloba
- Alchemilla undulata
- Alchemilla uralensis
- Alchemilla urceolata
- Alchemilla ursina
- Alchemilla vaccariana
- Alchemilla valdehirsuta
- Alchemilla vallesiaca
- Alchemilla velibitica
- Alchemilla vellerea
- Alchemilla velutina
- Alchemilla venosa
- Alchemilla ventiana
- Alchemilla venulosa
- Alchemilla venusta
- Alchemilla venusta var. fulvescens
- Alchemilla verae
- Alchemilla versipila
- Alchemilla versipiloides
- Alchemilla verticillata
- Alchemilla vestita
- Alchemilla vetteri
- Alchemilla viguieri
- Alchemilla villarii
- Alchemilla villosa
- Alchemilla vinacea
- Alchemilla vincekii
- Alchemilla virginea
- Alchemilla viridicans
- Alchemilla viridiflora
- Alchemilla viridifolia
- Alchemilla vizcayensis
- Alchemilla volkensii
- Alchemilla volkensii var. penicillata
- Alchemilla vranicensis
- Alchemilla vulcanica
- Alchemilla vulgaris
- Alchemilla vulgaris acutangula
- Alchemilla vulgaris alpestris
- Alchemilla vulgaris assurgens
- Alchemilla vulgaris connivens
- Alchemilla vulgaris crinita
- Alchemilla vulgaris demissa
- Alchemilla vulgaris euvulgaris
- Alchemilla vulgaris f. semiglabra
- Alchemilla vulgaris f. vegeta
- Alchemilla vulgaris filicaulis
- Alchemilla vulgaris flaccida
- Alchemilla vulgaris flavicoma
- Alchemilla vulgaris forma semiglabra
- Alchemilla vulgaris forma vegeta
- Alchemilla vulgaris glomerulans
- Alchemilla vulgaris longana
- Alchemilla vulgaris micans
- Alchemilla vulgaris monticola
- Alchemilla vulgaris obtusa
- Alchemilla vulgaris oxyodonta
- Alchemilla vulgaris pastoralis
- Alchemilla vulgaris plicata
- Alchemilla vulgaris pratensis
- Alchemilla vulgaris pubescens
- Alchemilla vulgaris pyrenaica
- Alchemilla vulgaris straminea
- Alchemilla vulgaris subsp. demissa
- Alchemilla vulgaris subsp. flaccida
- Alchemilla vulgaris subsp. longana
- Alchemilla vulgaris subsp. oxyodonta
- Alchemilla vulgaris subsp. straminea
- Alchemilla vulgaris subsp. transpolaris
- Alchemilla vulgaris subvar. flavescens
- Alchemilla vulgaris subvar. latiloba
- Alchemilla vulgaris subvar. lineata
- Alchemilla vulgaris subvar. obtusa
- Alchemilla vulgaris subvar. pusilla
- Alchemilla vulgaris subvar. racemulosa
- Alchemilla vulgaris subvar. semisecta
- Alchemilla vulgaris subvar. vegeta
- Alchemilla vulgaris subvar. wichurae
- Alchemilla vulgaris sylvestris
- Alchemilla vulgaris tenuis
- Alchemilla vulgaris transpolaris
- Alchemilla vulgaris var. acutangula
- Alchemilla vulgaris var. acutidens
- Alchemilla vulgaris var. alpestris
- Alchemilla vulgaris var. biebersteinii
- Alchemilla vulgaris var. caucasica
- Alchemilla vulgaris var. cavillieri
- Alchemilla vulgaris var. ciliata
- Alchemilla vulgaris var. comosa
- Alchemilla vulgaris var. compta
- Alchemilla vulgaris var. conglomerata
- Alchemilla vulgaris var. connivens
- Alchemilla vulgaris var. coriacea
- Alchemilla vulgaris var. crinita
- Alchemilla vulgaris var. decumbens
- Alchemilla vulgaris var. demissa
- Alchemilla vulgaris var. effusa
- Alchemilla vulgaris var. euobtusa
- Alchemilla vulgaris var. filicaulis
- Alchemilla vulgaris var. flaccida
- Alchemilla vulgaris var. frigens
- Alchemilla vulgaris var. genuina
- Alchemilla vulgaris var. glaberrima
- Alchemilla vulgaris var. glabra
- Alchemilla vulgaris var. glaucescens
- Alchemilla vulgaris var. glomerulans
- Alchemilla vulgaris var. grandis
- Alchemilla vulgaris var. heteropoda
- Alchemilla vulgaris var. hirsuta
- Alchemilla vulgaris var. hirtipes
- Alchemilla vulgaris var. hybrida
- Alchemilla vulgaris var. impexa
- Alchemilla vulgaris var. inconcinna
- Alchemilla vulgaris var. leiocalycina
- Alchemilla vulgaris var. lineata
- Alchemilla vulgaris var. major
- Alchemilla vulgaris var. micans
- Alchemilla vulgaris var. minor
- Alchemilla vulgaris var. montana
- Alchemilla vulgaris var. multidens
- Alchemilla vulgaris var. obtusa
- Alchemilla vulgaris var. paniculata
- Alchemilla vulgaris var. pastoralis
- Alchemilla vulgaris var. pilosa
- Alchemilla vulgaris var. pilosissima
- Alchemilla vulgaris var. pratensis
- Alchemilla vulgaris var. pubescens
- Alchemilla vulgaris var. racemulosa
- Alchemilla vulgaris var. reniformis
- Alchemilla vulgaris var. rhododendrophila
- Alchemilla vulgaris var. rubristipula
- Alchemilla vulgaris var. sarmentosa
- Alchemilla vulgaris var. sinuata
- Alchemilla vulgaris var. straminea
- Alchemilla vulgaris var. strigosula
- Alchemilla vulgaris var. strigulosa
- Alchemilla vulgaris var. subcrenata
- Alchemilla vulgaris var. subsericea
- Alchemilla vulgaris var. sylvestris
- Alchemilla vulgaris var. tenuis
- Alchemilla vulgaris var. trichocalycina
- Alchemilla vulgaris var. typica
- Alchemilla vulgaris var. undulata
- Alchemilla vulgaris var. versipila
- Alchemilla vulgaris var. vestita
- Alchemilla vulgaris var. vetteri
- Alchemilla vulgaris var. wichurae
- Alchemilla vulgaris vestita
- Alchemilla vulgaris vulgaris
- Alchemilla vulgaris xanthochlora
- Alchemilla walasii
- Alchemilla walasii var. virgata
- Alchemilla wallischii
- Alchemilla wallischii var. compressa
- Alchemilla waltersii
- Alchemilla weberbaueri
- Alchemilla werneriana
- Alchemilla westermaieri
- Alchemilla wichurae
- Alchemilla williamsii
- Alchemilla wischnewskii
- Alchemilla wischniewskii
- Alchemilla woodii
- Alchemilla woronowii
- Alchemilla x algida
- Alchemilla x gemmia
- Alchemilla x helvetica
- Alchemilla x splendens
- Alchemilla xanthochlora
- Alchemilla xanthochlora f. adpressepilosa
- Alchemilla xanthochlora f. amphitricha
- Alchemilla xanthochlora f. sericans
- Alchemilla xanthochlora f. xanthochlora
- Alchemilla xanthochlora forma adpressepilosa
- Alchemilla xanthochlora forma amphitricha
- Alchemilla xanthochlora forma sericans
- Alchemilla xanthochlora forma xanthochlora
- Alchemilla xanthochlorella
- Alchemilla xantochlora
- Alchemilla ypsilotoma
- Alchemilla zamelisiana
- Alchemilla zamelisiana f. acutanguloides
- Alchemilla zamelisiana f. autumnalis
- Alchemilla zamelisiana f. typica
- Alchemilla zamelisiana forma acutanguloides
- Alchemilla zamelisiana forma autumnalis
- Alchemilla zamelisiana forma typica
- Alchemilla zapalowiczii
- Alchemilla zeyheri
- Alchemilla ziganadagensis
- Alchemilla zmudae